# كلين (فلم)
كلين (بالإنجليزية: Clean) فيلم أكشن  وجريمة ودراما وإثارة  أمريكي  لعام 2021 من إخراج بول سوليت الذي شارك في كتابة السيناريو مع بطل الفيلم أدريان برودي. شارك في البطولة جلين فليشلر، وريتشي ميريت، وتشاندلر دوبونت. تدور الأحداث حول عامل القمامة «كلين» الذي يعيش معزولاً حتى تتعرض فتاة سمراء صغيرة للخطر فيتحول إلى سلاح للإنتقام.
عُرض الفيلم لأول مرة في مهرجان تريبيكا السينمائي في 19 يونيو 2021، وفي أول سبتمبر 2021، حصلت شركة أفلام (IFC) على حقوق توزيع الفيلم في أمريكا الشمالية. صدر الفيلم إلى دور العرض الأمريكية في 28 يناير 2022.

## طاقم التمثيل
- أدريان برودي: في دور كلين
- جلين فليشلر: في دور مايكل
- ريتشي ميريت: في دور ميكي
- تشاندلر دوبونت: في دور دياندا
- ميكلتي ويليامسون: في دور ترافيس
- (RZA): في دور مالك دكان الرهن
- ميشيل ويلسون: في دور إثيل
- جون بيانكو: في دور فرانك
- جيرارد كورديرو: في دور فيك
- أليكس كورادو: في دور تومي
- جيد سكوت يوركر: في دور دانتي
- أنتينو كرولي كامينواتي: في دور متحدث موشوم
- ديفيد فييرو: في دور داني ديسباتش
- بروس سوسيا: في دور رجل يرتدي قلنسوة
- سيماج جرانت: في دور رجل المخدرات
- واين بايل: في دور الطبيب
- ديماريون إليك: في دور عداء[6][10]

## أحداث الفيلم
يعمل كلين (أدريان برودي) سائق وعامل جمع قمامة، ويعيش في عزلة عن الناس، وهو جندي متقاعد وبارع في إصلاح السيارات والاجهزة الكهربائية. يقوم كلين بشراء الأجهزة الكهربائية المستعملة ويعمل على إصلاحها وتجديدها لإعادة بيعها. يمر بسيارته القديمة كل يوم بالفتاة الصغيرة السمراء دياندا (تشاندلر دوبونت)، التي تعيش مع جدتها إثيل (ميشيل ويلسون)، وهي تنتظر حافلة المدرسة ليقدم لها وجبة يعدها لها يومياً للمدرسة. يأوي كلين إلى فراشه يتذكر صغيرته التي فقدها قديماً في حادثة عنف وينظر إلى صورتها وهو يبكي.
يتوقف بسيارة القمامة بجوار مكان يمتلكه مايكل (جلين فليشلر)، الذي يتاجر في المواد المخدرة، ويقود مجموعة من الرجال الأشداء، وهناك يشاهدهم كلين وقد قاموا بقتل رجل صيني، خدعهم في تجارة المخدرات، ويتعمد كلين عدم التركيز على متابعة أفعالهم. يشاهد كلين مرة أخرى رجال مايكل أثناء قتلهم رجل آخر، ويتلقى ضربة على رأسه تكاد تقتله. يتعافى كلين، ويتابع دياندا التي ذهبت مع بعض أولاد المدرسة لتعاطي المخدرات، ويضطر للتدخل عندما يحاول الصبي ميكي (ريتشي ميريت)، ابن مايكل، اغتصابها. يتناول كلين واحدة من أدوات إصلاح السيارات ويهوي بها على رأس كل من يصادفه. يأخذ دياندا ويترك المكان تملؤه الجثث، ويصطحب أيضاً الجدة للخروج من المدينة ولكنه يتأكد أن مايكل لن يتركه بعد أن يجد ميكي محطم الوجه ويعتقد الطبيب أنه قد لا يمكنه الكلام ابداً. يقوم كلين بشراء بندقية وبعض الأسلحة البيضاء، ويقوم بتعديل بندقيته والتوجه لمكان مايكل لاعتقاده الكامل بأن الهروب ليس الحل.
تنتهي الأحداث بعد معركة يتم فيها تصفية مايكل وعصابته، ويصاب كلين ببعض الجروح.

## استقبال الفيلم
حصل الفيلم في الولايات المتحدة وكندا على 162.098 دولارًا من 254 داراً للعرض في عطلة نهاية الأسبوع الافتتاحية.
منح موقع الطماطم الفاسدة الفيلم تقييماً مقداره 43% بناءاً على آراء 28 ناقداً سينيمائياً، ومنح موقع ميتاكريتيك الفيلم تقييماً مقداره 43% بناءاً على آراء 11 ناقداً سينيمائياً.
كتب نيك شاجر من مجلة فرايتي في 29 أغسطس 2021: «واضح ومشتق في أسلوب حدودي وقح، وهو فيلم درجة ثانية مع القليل من الأصالة وحتى أقل ذوقًا».
كتب أندرو ماك على موقع سكرين أناركي في 23 يونيو 2021: «أن برودي وسوليت صنعوا رؤية مضغوطة للرجل ذي الماضي من نوع الإثارة وأعطوه ثقلًا عاطفيًا أكثر من معظم أسلافه مجتمعين».
كتب كريستي ليمير على موقع روجر إيبرت في 28 يناير 2022: «مرة أخرى، مجرد مشاهدة برودي وهو يشارك في مثل هذا العمل الشاق أمر مثير للاهتمام؛ حمام الدم العام الذي أعقب ذلك، أقل من ذلك»، ومنح الفيلم نجمة ونصف من أصل أربعة نجوم.

## روابط خارجية
- مقالات تستعمل روابط فنية بلا صلة مع ويكي بيانات

https://letterboxd.com/film/clean-2021/ كلين (فيلم)
https://www.rogerebert.com/reviews/clean-movie-review-2022 كلين (فيلم)